# Saison 1 d'Un cas pour deux 2014
Chronologie
Saison 2
Cet article présente les épisodes de la trente-troisième saison de la série télévisée allemande Un cas pour deux (série télévisée 2014).

## Distribution

### Acteurs principaux
- Wanja Mues : Leo Oswald
- Antoine Monot, Jr. : Benni Hornberg

## Épisodes

### Épisode 1: Une amitié compliquée (Verhängnisvolle Freundschaft)
- Suisse : 6 mai 2014 sur SRF1
- Allemagne : 9 mai 2014 sur ZDF
- France : 9 juillet 2018 sur France 3

- Thomas Thieme (de) (Maître Oskar Renners)
- Christina Hecke (Conni Leinfelder)
- Jürgen Tarrach (Frederic Katzner)
- Sina Tkotsch (Nele)
- Kathrin Kühnel (Gabi Hornberg)
- Gudrun Landgrebe (Haftrichterin Peters)
- Mads Hjulmand (Sören)
- Sebastian Weber (Paul Herzog)
- Kida

### Épisode 2: Une coupable toute désignée (Mörderisches Vertrauen)
- Suisse : 13 mai 2014 sur SRF1
- Allemagne : 16 mai 2014 sur ZDF
- France : 9 juillet 2018 sur France 3

- Christina Hecke (Conni Leinfelder)

### Épisode 3: titre français inconnu (Gefahr hinter Gittern)
- Suisse : 20 mai 2014 sur SRF1
- Allemagne : 23 mai 2014 sur ZDF

- Thomas Thieme (de) (Maître Oskar Renners)
- Christina Hecke  (Conni Leinfelder)
- Catherine Flemming (Vera Neuhaus)
- Antonio Wannek (Patrick Meissner)
- Tino Mewes (Heiko Gosch)
- Frederike Brecht (Roman Winkler)
- Max Hopp (Sören)
- David Bredin (Gabor Horvarth)
- Sina Tkotsch (Nele)
- Daniel Roesner (Alexander Neuhaus)
- Ferdinand Grözinger (Karl-Heinz Diester)

### Épisode 4: Dans une autre vie  (Tödliche Vergangenheit)
- Suisse : 27 mai 2014 sur SRF1
- Allemagne : 30 mai 2014 sur ZDF

- Thomas Thieme (de) (Maître Oskar Renners)
- Christina Hecke (Conni Leinfelder)
- Tobias Oertel (Jens Möhring)
- Muriel Baumeister (Annabelle Apponyi)
- Sina Tkotsch (Nele)
- Andreas Wellano (Theo Lampert)
- Salvatore Greco (Miguel)
- Philippe Jacq (Günther Tremmel)
- Barbara Focke (Luise Graf)
- Ivan Gallardo (Salazar)
- Sascha Nathan (KTU-Beamter Schultheiss)
- Alexandra Bentz (Secrétaire de Renners)